# Сила зла
Сила зла (англ. Meatcleaver Massacre) — американський фільм жахів 1977 року.

## Сюжет
Студенти намагаються вбити свого професора та його сім'ю. Професор виявляється єдиним, хто вижив, але він паралізований і прикутий до ліжка. Йому вдається викликати демона, який починає мститися.

## У ролях
| Актор           | Роль              |
| --------------- | ----------------- |
| Крістофер Лі    | оповідач          |
| Ларрі Джастін   | Мейсон Гарруі     |
| Дж. Артур Крейг | детектив Векслер  |
| Джеймс Хабіф    | професор Кантрелл |
| Роберт Кларк    | Шон Аллен         |
| Даг Сеньйор     | Дірк Кремер       |
| Боб Мід         | Філ Джонс         |
| Аліса Бітон     | Дарлін            |
| Пет Нейджел     | подруга Шона      |
| Вуді Вайз       | доктор            |